# Alphonse de Vismes
Pour les articles homonymes, voir De Vismes.
Alphonse-Marie-Denis de Vismes (ou Devismes), dit Saint-Alphonse, est un auteur dramatique et librettiste français né en 1746 à Paris où il est mort le 18 mai 1792.

## Biographie
Frère de l’homme de lettres et musicographe Jacques de Vismes du Valgay, Saint-Alphonse fut officier d’artillerie, avant de devenir lecteur de cabinet du prince de Condé et directeur général des fermes.
Il occupa ses loisirs par la littérature et fut membre de l’Académie de Dijon. Il a donné à l’Académie royale de musique Les Trois Âges de l’Opéra, musique de Grétry (1778), remanié Amadis de Gaule, opéra de Quinault sur une musique de Jean-Chrétien Bach (1779), L’Heureuse Réconciliation (1785), Rosanie (1780) et Eugénie et Linval, ou le Mauvais Fils (1798).
Il a eu des intérêts dans le bail Mager et est cité à ce titre dans plusieurs ouvrages et notamment ceux de Vida Azimi, Jean Clinquart et Yves Durand.
Il a fait bâtir à Passy une folie, dont le parc aurait pu inspirer Watteau. Il y fit ériger un théâtre où l'on dut jouer Marivaux et Beaumarchais.

## Sources
- Ferdinand Hoefer, « Alphonse-Marie-Denis de Vismes », Nouvelle Biographie générale, t. 46, Paris, Firmin-Didot, 1866, p. 301.